# Jacob Rees-Mogg
Jacob William Rees-Mogg (sinh ngày 24 tháng 5 năm 1969) là một chính trị gia bảo thủ Anh, người lần đầu tiên được bầu làm đại biểu Quốc hội cho Đông Bắc Somerset trong cuộc tổng tuyển cử năm 2010.
Rees-Mogg sinh ra ở Hammersmith, Luân Đôn, và được đào tạo tại trường tư Eton. Ông nghiên cứu Lịch sử tại Trinity College, Oxford, và là chủ tịch Hội sinh viên Bảo thủ Đại học Oxford. Ông từng làm việc tại Thành phố Luân Đôn cho Lloyd George Management trước khi thành lập công ty riêng Somerset Capital Management. Sau nhiều nỗ lực không thành công để trở thành một nghị sĩ, ông được bầu vào Quốc hội để đại diện cho North East Somerset vào năm 2010.
Bị Quentin Letts chọc là "Thành viên danh dự cho đầu thế kỷ XX" bởi vì phong cách và giọng nói trưởng giả cũng như quan điểm truyền thống của ông, Rees-Mogg là một nhân vật trong nghị viện được ghi nhận với những bài diễn văn hài hước của ông .
Là một người phản đối sự gia nhập của Vương quốc Anh vào EU kiên trì, có lần kêu gọi Đảng Bảo thủ thành lập một hiệp ước chính trị với Đảng Độc lập Vương quốc Anh, Rees-Mogg là một trong số những người nổi loạn nhất của đảng bảo thủ. Là một người Công giáo La Mã, Rees-Mogg phản đối hôn nhân đồng giới trên cơ sở rằng những vấn đề như vậy, ông tuân thủ theo những lời dạy của Giáo hội Công giáo La Mã chứ không phải theo ý của lãnh tụ đảng.

## Tiểu sử
Rees-Mogg sinh ra ở Hammersmith vào ngày 24 tháng 5 năm 1969, con trai út của một gia đình 5 người con. Cha là William Rees-Mogg (1928-2012), cựu biên tập viên của tờ The Times, được phong làm Life Peer (quý tộc không lưu truyền tước hiệu) vào năm 1988 và vợ ông Gillian Shakespeare Morris, con gái của Thomas Richard Morris, một chính trị gia chính quyền địa phương của đảng bảo thủ và Thị trưởng của St Pancras ở Luân Đôn. Trước khi ông sinh ra, gia đình ông đã mua Ston Easton Park, một ngôi nhà nằm gần ngôi làng Ston Easton, Somerset, nơi Rees-Mogg lớn lên và đi lễ hàng tuần và đôi khi theo học trường Chúa nhật tại Church of the Holy Ghost, Midsomer Norton . Ở đây, ông bắt đầu học giáo lý về các câu hỏi cơ bản của đức tin công giáo vào năm 1975 dưới sự dạy dỗ của một nữ giáo viên tư và tham dự lễ đạo dưới hình thức bình thường . Sống ở Somerset, ông thường xuyên lui tới ngôi nhà thứ hai của gia đình mình ở Quảng trường Smith, Luân Đôn, nơi ông cũng theo học tại trường nam sinh độc lập Westminster Under School. Lớn lên, Rees-Mogg trở thành một Tory (thành viên đảng Bảo thủ) từ lúc năm tuổi, lúc đó ông được trưởng dưỡng bởi người vú em của gia đình Veronica Crook, là người làm ông trở thành một người đàn ông như bây giờ. Crook bây giờ hiện chăm sóc con cái của Rees-Mogg, làm việc cho gia đình trong hơn 50 năm.
Vào năm mười tuổi, một người anh em họ xa đã để lại 50 bảng Anh cho ông, cha ông thay mặt ông đầu tư vào cổ phiếu của Công ty General Electric (GEC) mà Rees-Mogg cho là sự khởi đầu quan tâm của ông đối với thị trường chứng khoán. Sau khi học cách đọc báo cáo của công ty và bảng cân đối kế toán, ông sau đó tham dự cuộc họp của cổ đông tại GEC, nơi ông đã bỏ phiếu chống lại một đề nghị vì cổ tức quá thấp. Từ đây, Rees-Mogg đã đầu tư vào tập đoàn Lonrho ở Luân Đôn, cuối cùng sở hữu 340 cổ phần và đã gây "khó chịu" cho chủ tịch công ty Lord Duncan-Sandys sau khi kiểm tra ông ta tại một cuộc họp chung thường niên về khoản cổ tức được cho là thấp dành cho các cổ đông. Sau đó, vào năm 1981, tại GEC, nơi ông sở hữu 175 cổ phần, ông nói với Chủ tịch Lord Nelson rằng cổ tức được đưa ra là "thảm hại", gây ra cả sự vui cười giữa các thành viên hội đồng quản trị và các phương tiện truyền thông muốn tạo ra một câu chuyện gây sự thích thú cho mọi người.
Sau khi tốt nghiệp trường dự bị, Rees-Mogg được vào trường trung học Eton, nơi ông được một cựu giáo viên mô tả như một người theo Thatcher một cách giáo điều có quan điểm cao nhưng chưa bao giờ nổi loạn. Khi rời khỏi Eton, ông có được bức chân dung vẽ bởi Paul Branson RP cho bộ sưu tập của trường đại học Eton, và sau đó nó được trưng bày trong cuộc triển lãm "Các gương mặt của năm 1993". Sau đó ông đọc Lịch sử tại Trinity College, Oxford, nơi ông tốt nghiệp với bằng cấp danh dự cấp hai năm 1991. Trong khi ở Oxford, ông trở thành chủ tịch hội sinh viên Bảo thủ Đại học Oxford và là một thành viên và tranh luận viên thường xuyên tại Oxford Union, nơi ông được bầu làm Thủ thư. Phản ánh thời gian của mình tại trường đại học, ông thừa nhận sự hối tiếc đã không theo học môn cổ điển (về La Mã và Cổ Hy Lạp).
Sau khi rời khỏi Oxford, Rees-Mogg làm việc cho ngân hàng đầu tư Rothschild trước khi chuyển đến Hồng Kông để tham gia vào bộ phận Global Emerging Markets của Lloyd George Management. Trong khi ở Hồng Kông, Rees-Mogg trở thành bạn thân với Thống đốc Chris Patten và thường xuyên lui tới tại Government House. Năm 2007, ông trở lại Anh Quốc và thành lập công ty riêng có tên Somerset Capital Management.

## Ứng cử viên Nghị viện và các vai trò khác
Rees-Mogg lần đầu tiên tham gia chính trị trong cuộc tổng tuyển cử năm 1997 khi ông được đề cử làm ứng cử viên Đảng Bảo thủ cho khu vực Central Fife, một ghế truyền thống của Đảng Lao động ở Scotland. Là một người từ gia cấp thượng lưu tranh cử trong một khu vực bầu cử mà giới lao động chiếm đa số, Rees-Mogg bị chỉ trích là quá trưởng giả, một nhận xét ông từ chối thừa nhận như là một vấn đề. Là một nhân vật lập dị, tranh đấu để duy trì chủ quyền ở Westminster, ông đã đến thăm một khu nhà ở Leven, nơi ông cố gắng để hiểu được phương ngữ Fife trong khi các cử tri ngược lại cũng gặp khó khăn với giọng nói Eton của ông. Các câu chuyện kể về thời kỳ đó chế giễu Reach-Mogg cho việc vận động ở vùng này cùng với vú em của gia đình ông đi thăm khu vực bầu cử trong một chiếc xe Bentley, một dữ kiện mà ông sau đó phủ nhận, nhấn mạnh rằng đó là một chiếc Mercedes. Mặc dù chỉ có tối đa 2% nhận ra tên ông, Rees-Mogg giành được số phiếu bầu cao thứ ba trong đêm bầu cử với 9% phiếu bình chọn, con số này thấp hơn nhiều so với các ứng cử viên Đảng Bảo thủ trước đây trong khu vực.

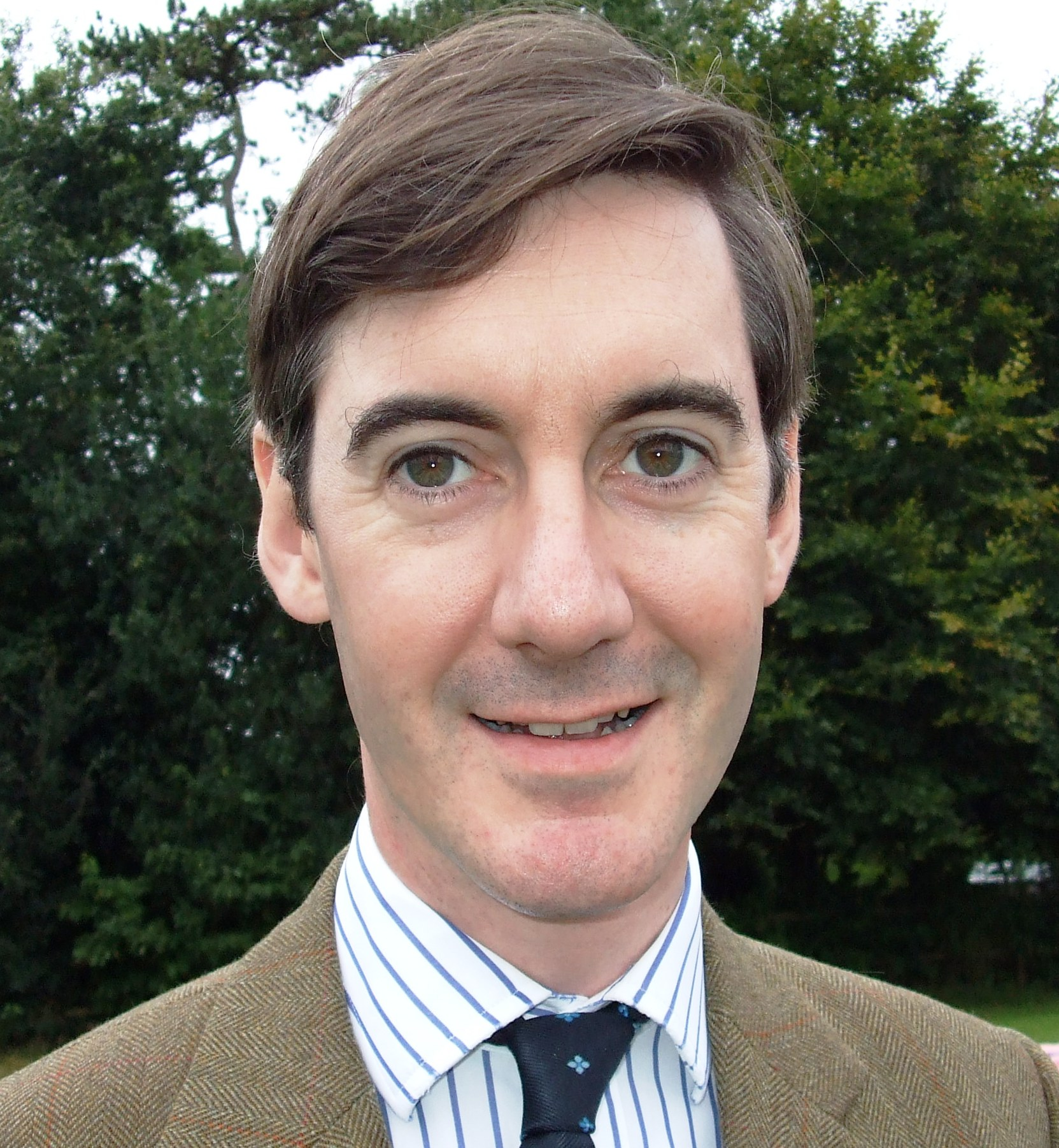
Rees-Mogg 2007

Năm 1999, có một vài tin đồn nói rằng giọng nói "trưởng giả lỗi thời" của Rees-Mogg đã làm việc chống lại cơ hội được lựa chọn cho một ghế bảo thủ an toàn; bấy giờ, ông được biện minh bởi những người viết thư cho tờ The Daily Telegraph, một người trong số họ cho rằng "một hình thức công khai hăm dọa tồn tại, nhằm chống lại bất cứ ai dám tránh hành vi, cách nói và ăn mặc hiện tại theo kiểu Mỹ hoá". Chính ông, Rees-Mogg đã tuyên bố (trên tờ The Sunday Times ngày 23 tháng 5 năm 1999) rằng, "thật đáng tiếc chỉ vì giọng nói mà làm ầm lên", mặc dù ông tiếp tục nói rằng "giọng nói của John Prescott chắc chắn định hình ông như một kẻ ngốc nghếch"  Sau đó Rees-Mogg nói: "Tôi dần dần nhận ra rằng bất cứ điều gì tôi tình cờ nói về, số lượng cử tri ủng hộ tôi giảm ngay khi tôi mở miệng ra" .
Rees-Mogg ra tranh cử ở The Wrekin thuộc Shropshire trong cuộc tổng tuyển cử năm 2001, thất cử trước MP đương nhiệm Peter Bradley người đạt được thêm 0,95% cho đảng Lao động so với xu hướng quốc gia trong đó Đảng Bảo thủ được thêm 3,5%. Từ năm 2005-2008, Rees-Mogg được bầu làm chủ tịch chi hội Đảng Bảo thủ thành phố Luân Đôn và Westminster
Tháng 3 năm 2009, Rees-Mogg bị buộc phải xin lỗi Trevor Kavanagh, biên tập viên chính trị của tờ The Sun, sau khi rò rỉ một bản tin do Rees-Mogg ký đã ăn cắp nội dung các phần trong một bài báo của Kavanagh xuất hiện trên tờ báo này một tháng trước đó
Tháng 12 năm 2009, một cuốn sách nhỏ nhằm mục đích cho Rees-Mogg nói chuyện với một cử tri địa phương và kêu gọi chính phủ "tỏ ra trung thực hơn" bị chỉ trích sau khi lộ ra rằng "cử tri" đó là một nhân viên của công ty đầu tư của ông ở Luân Đôn.
Rees-Mogg là một trong những giám đốc của Bệnh viện Công giáo St John và St Elizabeth ở Luân Đôn, người đã bị Hồng y Cormac Murphy-O'Connor ra lệnh từ chức vào tháng 2 năm 2008 sau khi các luận cứ kéo dài về việc áp dụng một quy tắc đạo đức chặt chẽ hơn nhằm cấm các thực hành phi Công giáo chẳng hạn như phá thai và giải phẫu chuyển giới ở bệnh viện này.

## Sự nghiệp đại biểu quốc hội
Rees-Mogg được mô tả bởi Camilla Long trong một bài báo của tờ Sunday Times là "cơn ác mộng tồi tệ nhất của David Cameron" trong chiến dịch Tổng tuyển cử năm 2010. Trong cuộc bầu cử đó, Rees-Mogg trở thành thành viên mới của Quốc hội cho khu vực bầu cử mới là Bắc Đông Somerset với đa số phiếu là 4.914. Em gái của ông, là nhà báo Annunziata Rees-Mogg, tranh cử cùng lúc ở khu vực Somerton và Frome, nhưng thiếu 1.817 phiếu để giành được ghế bầu. Báo The Guardian trước đó đã chỉ trích những thiệt hại gây ra cho sứ điệp Tory về sự hòa nhập xã hội bằng việc lựa chọn hai ứng cử viên có đặc quyền cao.
Trong Hạ viện, Rees-Mogg có tiếng về các bài diễn văn hài hước và khả năng thảo luận quá mức làm trì hoãn các dự luật
Trang blog ConservativeHome đánh giá Rees-Mogg là một trong số những người nổi loạn nhất của Đảng bảo thủ. Ông đã bỏ phiếu chống lại sự chỉ đạo của Chính phủ về Dự luật thời hạn nhất định cho Nghị viện, Cuộc vận động Trưng cầu Dân ý Liên minh Châu Âu vào tháng 10 năm 2011 và Dự luật Cải cách Thượng viện năm 2012.
Vào tháng 1 năm 2014, ông cho số tiền 250.000 bảng Anh chi tiêu cho các bức chân dung của các nghị sỹ là tầm thường bằng cách nói rằng: "Tôi cũng muốn tiết kiệm tiền, tiết kiệm tiền phải, trái và trung tâm, nhưng đây là thức ăn cho gà (vặt vãnh)".
Đối với cuộc bầu cử lãnh đạo đảng Bảo thủ ở Vương quốc Anh, năm 2016 Rees-Mogg ban đầu hỗ trợ Boris Johnson, nhưng sau đó chuyển qua Michael Gove sau khi Johnson không muốn ra tranh cử, và sau đó Andrea Leadsom sau khi Gove bị loại.
Rees-Mogg được coi là một ứng cử viên tiềm năng để lãnh đạo đảng, một điều mà ông theo tường thuật là đang xem xét Tuy nhiên, vào ngày 13 tháng 8, Rees-Mogg nói rằng những suy đoán như vậy là "một phần của mùa bàn chuyện vớ vẩn của truyền thông" Một nghị sỹ bảo thủ khác tên là Heidi Allen, tuyên bố vào tháng Tám, bà sẽ rời khỏi đảng nếu ông trở thành lãnh tụ đảng.

### Khai báo về quyền lợi
Vào tháng 12 năm 2014, Rees-Mogg được tường thuật với Cơ quan Tiêu chuẩn Quốc hội Độc lập để bàn về các cuộc tranh luận về thuốc lá, khai thác mỏ và dầu khí trước khi khai báo miệng ông là thành viên sáng lập và giám đốc của công ty Somerset Capital quản lý các khoản đầu tư trị giá hàng tỷ đô la trong các lĩnh vực này. Tuy nhiên, Ủy viên Tiêu chuẩn của Nghị viện, Kathryn Hudson, quyết định rằng không có hành động sai trái nào đã xảy ra và do đó không có cuộc điều tra nào diễn ra.
Theo báo The Daily Telegraph, công việc của Nghị viện Rees-Mogg mất 476 giờ hoặc 9 tiếng một tuần vào năm 2014.

### Tin đồn tranh cử chức lãnh tụ đảng

Moggmentum logo được dùng bởi những người ủng hộ khác nhau

Sau cuộc bầu cử tổng thống năm 2017, có những kêu gọi được đòi Theresa May từ chức Thủ tướng và lãnh đạo Đảng Bảo thủ được đưa ra sau khi thất bại trong việc chiếm đa số trong Hạ viện. Điều này dẫn đến các tin bắt đầu suy đoán về người kế nhiệm có thể có thay cho May với Boris Johnson chào hàng như người được yêu thích của các bookmakers và Rees-Mogg được cho tỷ lệ cược 50/1 . Một ngày sau cuộc bầu cử vào ngày 9 tháng 6, một đơn yêu cầu trực tuyến, mang tên Sẵn sàng cho Rees-Mogg, được thành lập nhằm thúc giục Rees-Mogg chạy đua để lãnh đạo Đảng Bảo thủ. Hy vọng phản ánh sự thành công của nhóm vận động ủng hộ Corbyn Momentum, một "hashtag" chơi chữ Mogganum được tạo ra . Vào ngày 8 tháng 7, chiến dịch đã thu hút được hơn 13.000 chữ ký và quyên góp 2.000 bảng trong các khoản quyên góp với tỷ lệ lãnh đạo giảm xuống còn 16/1 làm cho ông trở thành người yêu thích thứ hai sau David Davis. Ngày 14 tháng 8, đồng sáng lập Sẵn sàng cho Rees-Mogg Sam Frost tuyên bố đơn yêu cầu đã thu thập được 22.000 người ủng hộ, 700 tình nguyện viên và 7.000 bảng Anh quyên góp, mặc dù Rees-Mogg đã nói một ngày trước rằng sự suy đoán như vậy là "một phần của mùa bàn chuyện vớ vẩn của truyền thông". 
Trong một cuộc phỏng vấn trên đài phát thanh với BBC Radio 4, đảng viên Đảng Bảo thủ Heidi Allen tuyên bố bà sẽ rời khỏi đảng nếu ông ta trở thành lãnh tụ. Một vài tuần sau đó vào ngày 5 tháng 9, một cuộc thăm dò do ConservativeHome thực hiện cho thấy Rees-Mogg là người được yêu chuộng làm vị lãnh đạo mới, với 23% phiếu bầu dựa trên 1.309 người được khảo sát.

## Tư tưởng chính trị
Các quan điểm chính trị của Rees-Mogg được mô tả là High Tory, Phản động, Chủ nghĩa bảo thủ cổ điển, dân túy cánh hữu, và bảo thủ xã hội. Rees-Mogg là một nhà bảo hoàng. Ông là thành viên của Cornerstone Group.

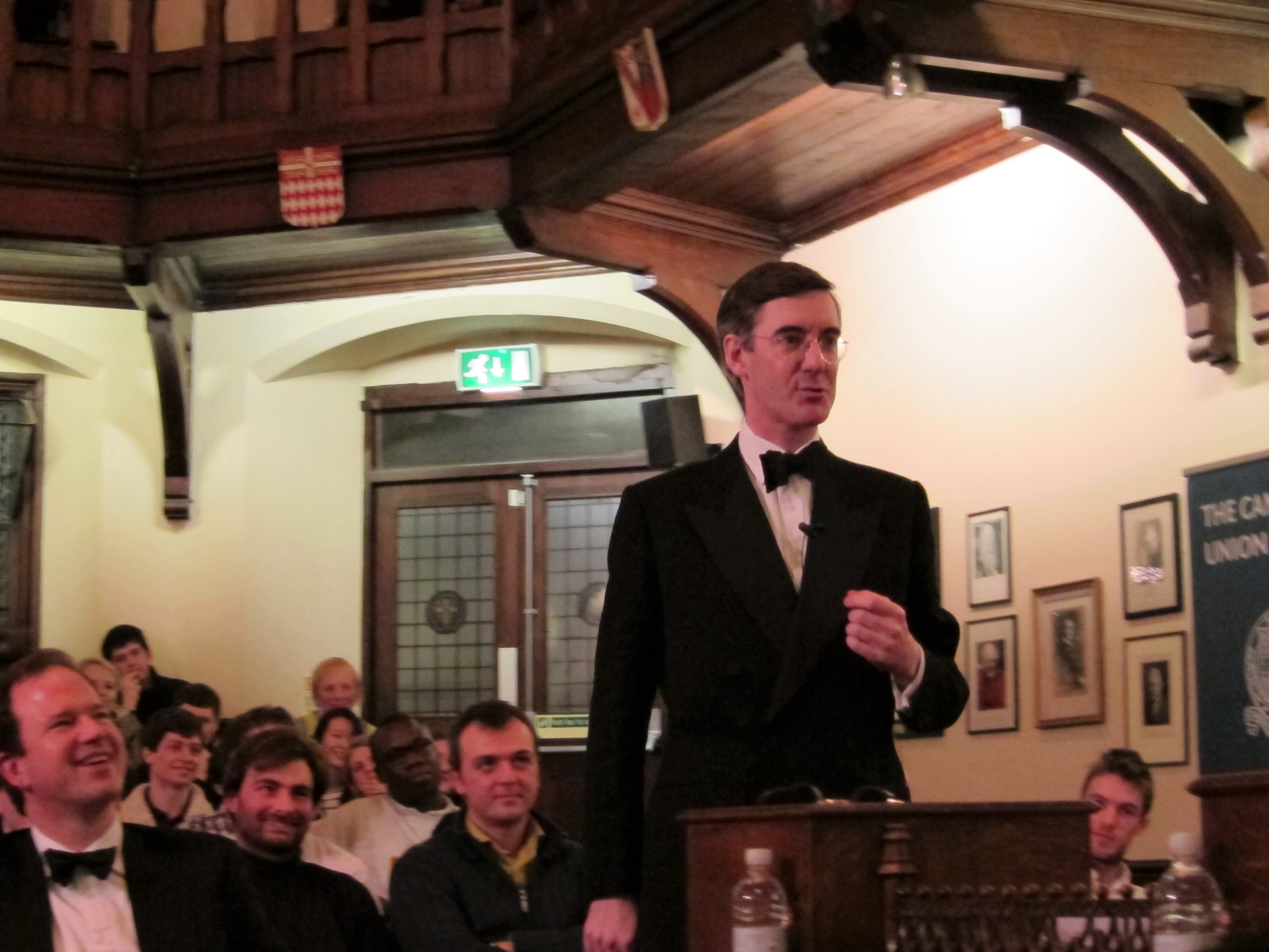
Rees-Mogg thảo luận tại The Cambridge Union năm 2012

Viết trên tờ The Daily Telegraph vào tháng 5 năm 2013, Rees-Mogg, một người chống EU, hỏi liệu đã đến lúc phải đưa ra một "đề nghị mở rộng và toàn diện" cho đảng Vương quốc Anh độc lập (UKIP). Ông cho biết hợp tác sẽ không phức tạp vì các chính sách tương tự trong "nhiều vấn đề" và phần lớn Đảng Bảo thủ thích Nigel Farage hơn là Nick Clegg làm Phó Thủ tướng. Những lời nhận xét của ông làm lãnh đạo của đảng giận dữ trong khi UKIP nói rằng nó là chống lại bất kỳ sự sắp xếp chính thức nào. Năm 2017, ông ủng hộ thỏa thuận "tự tin và cung cấp" giữa Đảng Bảo thủ và Đảng Liên minh Dân chủ (DUP) 

### Giáo dục
Trái ngược với việc Đảng Bảo thủ quay đầu đi với việc biến trường nhà nước thành các "Học viện kiểu Anh", Rees-Mogg là người đề xướng giáo dục lối "Học viện" này đưa ra lý do nó làm cho các trường học được tự do hơn đối với các cơ quan giáo dục địa phương, để đưa ra quyết định và cắt giảm quan liêu.

### Điều kiện việc làm
Rees-Mogg là người ủng hộ các hợp đồng "zero-hour" (công nhân chỉ làm việc khi có nhu cầu), lập luận rằng họ mang lại lợi ích cho nhân viên, bao gồm sinh viên, bằng cách cung cấp sự linh hoạt và có thể cung cấp một con đường vào việc làm lâu dài hơn. Ông đã từ chối lời chỉ trích của Vince Cable và những người khác, vì cho chúng là bóc lột như là "phản ứng tiêu chuẩn của cánh Tả".

### Môi trường
Về biến đổi khí hậu, ông cho rằng các giải pháp không cản trở tiến bộ công nghệ cần được tìm kiếm . Ông lập luận về việc bãi bỏ các biện pháp bảo vệ môi trường: "Chúng ta có thể nói, nếu nó đủ tốt ở Ấn Độ, nó đủ tốt ở đây. Không có gì để ngăn chặn điều đó. Chúng ta có thể cần một quãng đường dài... Tôi chấp nhận rằng, chúng ta sẽ không cho phép các đồ chơi nguy hiểm đến từ Trung Quốc, chúng ta không muốn nhìn thấy những loại rủi ro này. Nhưng đó là một chặng đường rất dài bạn có thể đi." 

### Liên minh châu Âu
Là một nhà chỉ trích lớn tiếng Liên minh châu Âu, Rees-Mogg là một nhân vật hàng đầu trong chiến dịch kêu gọi Vương quốc Anh rời khỏi Liên minh châu Âu xuất hiện trong một số cuộc phỏng vấn để thảo luận về chủ đề. Phát biểu tại Oxford Union, ông mô tả EU là một mối đe dọa đối với nền dân chủ của Anh và chủ quyền của quốc hội, trích dẫn các quốc gia khác nhau từ chối Hiến pháp châu Âu sau đó được thực hiện thông qua Hiệp ước Lisbon .

### Ngân hàng Thực phẩm
Vào tháng 9 năm 2017, Rees-Mogg gợi ý rằng các ngân hàng lương thực (food bank: tổ chức từ thiện cho không hoặc bán giá rẻ) thực hiện một chức năng quan trọng, và bắt đầu tranh luận rằng "để có được sự ủng hộ từ thiện tình nguyện của người dân giúp đỡ đồng bào mình, tôi nghĩ đó là việc cao thượng và cho thấy chúng ta là một đất nước tốt và từ bi". Ông tiếp tục lập luận rằng: "lý do thực sự cho sự gia tăng số lượng là mọi người biết rằng chúng hiện có và đảng Lao động cố tình không nói với họ." Trong cùng một cuộc phỏng vấn Rees-Mogg thừa nhận rằng mọi người đã "thấy cuộc sống khắc nghiệt" nhưng đề xuất cách tốt nhất thoát khỏi đói nghèo là thông qua việc làm.

### Chính sách đối ngoại
Ban đầu ông là người ủng hộ Donald Trump trong cuộc Bầu cử tổng thống Hoa Kỳ vào năm 2016, ông sau đó giữ khoảng cách với ứng viên của Đảng Cộng hòa sau khi Donald Trump và Billy Bush ghi âm (một cuộc trò chuyện rất dâm dục về phụ nữ) được xuất hiện vào tháng 10 năm 2016. Rees-Mogg sau đó mô tả Trump như là "đồng cảm với Anh quốc" trong "tình cảm chân thành" đối với đất nước này.
Rees-Mogg chỉ trích sự tham gia của Anh vào cuộc Nội chiến ở Syria, chỉ trích đề xuất vũ trang cho quân nổi dậy Syria và lập luận rằng "Hậu quả của những nỗ lực làm suy yếu chế độ Bashar al-Assad là sự nổi lên của khủng bố và phong trào quần chúng của người dân".

### Nhập cư
Rees-Mogg trước đây đã bỏ phiếu cho một hệ thống tị nạn nghiêm ngặt hơn và một chính sách nhập cư có kiểm soát hơn nhằm giảm số di cư thuần (Net migration). Là một người ủng hộ Brexit, ông ủng hộ việc chấm dứt tự do đi lại vào Anh Quốc, tuy nhiên muốn các quyền của các công dân EU hiện tại sống ở Anh được bảo vệ và không được rút lại.

### Các vấn đề xã hội
Về hôn nhân đồng tính, Rees-Mogg tuyên bố rằng, ông chống lại nó và "không tự hào" vì nó là hợp pháp và vì nó không phù hợp với đức tin Công giáo và nó sẽ làm cho những người ủng hộ truyền thống xa lánh Đảng Bảo thủ. Trong một cuộc phỏng vấn với Radio 4, Rees-Mogg nói rằng, ông đã nói rõ ràng đối với các cử tri của ông rằng, trong vấn đề loại này ông lấy quan điểm của mình từ các cấp bậc của Giáo hội Công giáo La Mã chứ không phải là từ Văn phòng Đảng Bảo thủ. Sau đó, Rees-Mogg giải thích theo quan điểm của ông "hôn nhân là một bí tích và quyết định của một bí tích là trách nhiệm của Giáo hội, không phải của Quốc hội". Mặc dù lập trường của mình, Rees-Mogg nói "không có câu hỏi về bất kỳ của các luật lệ này đang được thay đổi"; và rằng, ông không muốn áp đặt đạo đức của mình lên người khác.
Cũng liên quan đến quan điểm tôn giáo của mình, Rees-Mogg chống phá thai trong mọi hoàn cảnh, kể cả trong trường hợp hãm hiếp, nói rằng: "Tôi hoàn toàn chống lại phá thai, cuộc sống bắt đầu ở thời điểm thụ thai. Với hôn nhân đồng tính, đó là điều mà con người đang làm cho chính mình. Với phá thai, đó là những gì con người đang làm cho đứa trẻ chưa sinh." Tuy nhiên, Rees-Mogg cũng lưu ý, ông tin rằng luật phá thai của nước Anh "sẽ không thay đổi".
Rees-Mogg miêu tả việc gia tăng khả năng tiếp cận với ngừa thai khẩn cấp như là "một nỗi buồn lớn, bởi vì cuộc sống bắt đầu từ lúc thụ thai"
Năm 2006, Rees-Mogg chỉ trích những nỗ lực của nhà lãnh đạo Đảng Bảo thủ David Cameron để tăng số lượng người dân tộc thiểu số trong danh sách ứng cử viên đảng, cho biết: "95% người dân nước này là người da trắng. Danh sách này không thể hoàn toàn khác biệt với cả quốc gia".
Vào ngày 17 tháng 5 năm 2013, Rees-Mogg diễn thuyết trong bữa ăn tối hàng năm của tổ chức Nhóm Truyền thống Anh (Traditional Britain Group - TBG: nhóm bảo thủ truyền thống cực đoan).
Theo tường thuật trên báo chí nêu bật sự ủng hộ của nhóm về việc hồi hương những người Anh da đen, Rees-Mogg tự tách mình ra khỏi nhóm và nói rằng "rõ ràng ông đã mắc phải sai lầm" bằng cách chấp nhận lời mời. Rees-Mogg thừa nhận rằng, Searchlight, một tạp chí chống chủ nghĩa phát xít, đã liên lạc với ông để cảnh báo rằng Nhóm Truyền thống Anh đã thúc đẩy các chính sách cực đoan về nhập cư, nhưng Rees-Mogg nói rằng vào thời điểm đó, ông tin tưởng vào lời trấn an của nhóm rằng đây là "những bôi bẩn không cơ sở".

## Cuộc sống cá nhân
Vào ngày 30 tháng 4 năm 2006, Rees-Mogg đã đính hôn với Helena de Chair, một cây bút cho một tạp chí thương mại và là người con duy nhất của Somerset de Chair và người vợ thứ tư là Lady Juliet Tadgell. Là bạn thân của em gái của mình, de Chair và Rees-Mogg lần đầu gặp nhau khi còn là trẻ con và bắt đầu hẹn hò vào mùa hè trước khi họ đính hôn, sau khi Rees-Mogg nhận được sự chấp thuận của mẹ de Chair Lady Juliet Tadgell . Do Rees-Mogg là một người Công giáo và de Chair một người Anh giáo, cặp vợ chồng này đã kết hôn trong một buổi lễ đại kết tại Nhà thờ Canterbury, Kent vào ngày 14 tháng 1 năm 2007 với 650 khách tham dự bao gồm Earl và Countess of Leicester; Lord St John Fawsley; Peter và Virginia Bottomley; và cựu MP Lord Brooke . Là một phần của dịch vụ, Abbot của Abbate Downside Dom Aidan Bellenger đã thực hiện một lễ Tridentine bằng tiếng Latin, một buổi lễ Rees-Mogg thích tham dự khi có mặt tại Somerset. Cả hai vợ chồng có 6 đứa con và sống tại court Gournay ở Tây Harptree.